# 1981 NBA Draft
1981 NBA Draft – National Basketball Association Draft, który odbył się 9 czerwca 1981 w Nowym Jorku.

## Legenda
Pogrubiona czcionka – wybór do All-NBA Team.
|  | – występ w NBA All-Star Game. |

Gwiazdka (*) – członkowie Basketball Hall of Fame.

## Runda pierwsza
| Nr | Zawodnik             | Narodowość        | Drużyna NBA            | College/Drużyna              |
| -- | -------------------- | ----------------- | ---------------------- | ---------------------------- |
| 1  | Mark Aguirre PF/SF   | Stany Zjednoczone | Dallas Mavericks       | DePaul University            |
| 2  | Isiah Thomas* PG     | Stany Zjednoczone | Detroit Pistons        | University of Indiana        |
| 3  | Buck Williams PF/C   | Stany Zjednoczone | New Jersey Nets        | University of Maryland       |
| 4  | Al Wood SG/SF        | Stany Zjednoczone | Atlanta Hawks          | University of North Carolina |
| 5  | Danny Vranes SF      | Stany Zjednoczone | Seattle SuperSonics    | University of Utah           |
| 6  | Orlando Woolridge PF | Stany Zjednoczone | Chicago Bulls          | Notre Dame University        |
| 7  | Steve Johnson C/PF   | Stany Zjednoczone | Kansas City Kings      | Oregon State University      |
| 8  | Tom Chambers PF/C    | Stany Zjednoczone | San Diego Clippers     | University of Utah           |
| 9  | Rolando Blackman SG  | Stany Zjednoczone | Dallas Mavericks       | Kansas State University      |
| 10 | Albert King SF/SG    | Stany Zjednoczone | New Jersey Nets        | University of Maryland       |
| 11 | Frank Johnson G      | Stany Zjednoczone | Washington Bullets     | Wake Forest University       |
| 12 | Kelly Tripucka SF/SG | Stany Zjednoczone | Detroit Pistons        | Notre Dame University        |
| 13 | Danny Schayes C/PF   | Stany Zjednoczone | Utah Jazz              | Syracuse University          |
| 14 | Herb Williams C/PF   | Stany Zjednoczone | Indiana Pacers         | Ohio State University        |
| 15 | Jeff Lamp SF/SG      | Stany Zjednoczone | Portland Trail Blazers | University of Virginia       |
| 16 | Darnell Valentine PG | Stany Zjednoczone | Portland Trail Blazers | University of Kansas         |
| 17 | Kevin Loder SF/SG    | Stany Zjednoczone | Kansas City Kings      | Alabama State University     |
| 18 | Ray Tolbert PF       | Stany Zjednoczone | New Jersey Nets        | University of Indiana        |
| 19 | Mike McGee SG/SF     | Stany Zjednoczone | Los Angeles Lakers     | University of Michigan       |
| 20 | Larry Nance PF/C     | Stany Zjednoczone | Phoenix Suns           | Clemson University           |
| 21 | Alton Lister C/PF    | Stany Zjednoczone | Milwaukee Bucks        | Arizona State University     |
| 22 | Franklin Edwards PG  | Stany Zjednoczone | Philadelphia 76ers     | Cleveland State University   |
| 23 | Charles Bradley SG   | Stany Zjednoczone | Boston Celtics         | University of Wyoming        |

Gracze spoza pierwszej rundy tego draftu, którzy wyróżnili się w czasie gry w NBA to: Eddie Johnson, Danny Ainge, Frank Brickowski.
Dwóch zawodników wybranych w tym drafcie odniosło duże sukcesy w innych dyscyplinach sportu: Tony Gwynn wybrany przez San Diego Clippers z nr 214., wybrał jednak karierę baseballową i po 20 latach gry w San Diego Padres trafił do Baseball Hall of Fame jako jeden z lepszych pałkarzy w dziejach MLB. Kenny Easley, wybrany z nr 221 przez Chicago Bulls, z kolei wybrał futbol amerykański i grając 7 lat w drużynie NFL Seattle Seahawks stał się jednym z lepszych obrońców ligi.